# Poa burmanica
Poa burmanica är en gräsart som beskrevs av Norman Loftus Bor. Poa burmanica ingår i släktet gröen, och familjen gräs. Inga underarter finns listade i Catalogue of Life.